# Trattato di Maastricht
Il trattato di Maastricht, o trattato sull'Unione europea (TUE), è uno dei trattati dell'Unione europea, firmato il 7 febbraio 1992 a Maastricht nei Paesi Bassi, sulle rive della Mosa, dai dodici Paesi membri dell'allora Comunità europea (oggi Unione europea). 
Entrato in vigore il 1º novembre 1993, definisce i cosiddetti tre pilastri dell'Unione europea, fissando anche le regole politiche e i parametri economici e sociali necessari per l'ingresso dei vari Stati aderenti nella suddetta Unione (parametri di Maastricht).

## Il contesto storico

### La dichiarazione sull'Unione Europea del 1983 e la conferenza intergivernativa nel 1990
Fin dalla dichiarazione solenne sull'Unione europea adottata dal Consiglio europeo di Stoccarda nel giugno 1983 si proponeva la realizzazione di un'unione politica dell'Europa, che s'integrasse con la CEE e che avrebbe avuto come nome quello di Unione europea.
Solo la riunificazione tedesca - resa possibile dalla caduta del muro di Berlino e dall'inaspettato progetto in tre tappe lanciato dal cancelliere Helmut Kohl pochi giorni dopo quello storico evento - permetteva di rilanciare l'idea di Unione europea. Nei fatti, il presidente francese François Mitterrand temeva la ricostruzione di una Germania forte e militarizzata e fu tra i promotori di un'accelerazione dell'integrazione europea che legasse ineluttabilmente il governo tedesco in un'Europa integrata.
In un Consiglio europeo straordinario a Dublino (28 aprile 1990) si rilanciò formalmente l'impegno costruttivo alla nascita di un'Unione politica europea. Il secondo Consiglio di Dublino, questa volta ordinario, si tenne nel giugno successivo e si decise in quell'occasione a maggioranza di convocare una nuova Conferenza intergovernativa (CIG), come quella che aveva approvato l'Atto unico europeo, che avrebbe iniziato i lavori a dicembre, sull'unione politica. Tra il luglio e il dicembre 1990, intanto, la presidenza di turno passava all'Italia.
Il secondo Consiglio europeo di Roma si aprì il 14 dicembre per discutere sui rapporti che i ministri degli esteri avevano elaborato in merito all'unione politica. Vennero raggiunte fondamentali decisioni in merito al rafforzamento dei poteri del Parlamento europeo, alla cittadinanza europea, al principio di sussidiarietà, all'area comune di sicurezza e giustizia. Il mandato della CIG era così definitivamente precisato.

### Le proposte nella CIG e i Tre Pilastri
La CIG sull'unione politica fu contraddistinta fin dall'inizio da un'alta confusione di varie proposte:
- La Commissione europea proponeva che l'Unione si sostituisse alle Comunità esistenti e fosse titolare della politica estera e di sicurezza.
- Francia e Germania appoggiavano l'ipotesi federalista e premevano per accelerare la difesa comune trasformando l'UEO nel braccio armato dell'Unione, sempre in ambito NATO. Regno Unito e Paesi Bassi si opponevano all'idea preoccupati di un indebolimento dell'Alleanza Atlantica.
- La Spagna in un memoriale sollecitava il rafforzamento delle politiche economiche di sviluppo proponendo un aumento sostanziale dei fondi strutturali per garantire uno sviluppo effettivo delle regioni meno avanzate. Il governo spagnolo sottolineava quindi la necessità di pensare più all'integrazione economica che a quella politica.

La presidenza di turno del Lussemburgo, nelle vesti del premier Jacques Santer, presentò un progetto di Trattato di compromesso. Esso proponeva che la futura Unione europea fosse composta di “tre pilastri”:
- Comunità europea: avrebbe inglobato CECA, CEE e CEEA.
- Politica estera e sicurezza comune (il progetto sposava più le idee anglo-olandesi che quelle franco-tedesche in materia di difesa).
- Affari interni e giustizia.

Il compromesso di Santer non rinunciava all'idea di una futura Europa federale, parola che ritornava in un testo ufficiale per la prima volta dagli anni cinquanta. Fu proprio questo elemento, probabilmente, a portare la successiva presidenza di turno olandese a presentare a sorpresa un secondo progetto di Trattato, quando quello di Santer era stato considerato il punto di partenza imprescindibile per la discussione. La struttura a tre pilastri veniva sostituita da un totale incorporamento delle nuove politiche nella CEE, mentre veniva esclusa qualsiasi autonomia federalista in campo difensivo in quanto la sicurezza europea sarebbe rimasta parte delle strategie della NATO. Il progetto non ottenne l'appoggio dei principali Paesi europei – tra cui l'Italia – ed ebbe vita breve: il disegno di tre pilastri veniva così fissato.

## Il Consiglio europeo di Maastricht e la stesura del trattato
Conclusi i lavori della conferenza intergovernativa, a Maastricht si apriva il 9 dicembre 1991 lo storico Consiglio europeo che avrebbe dato vita al nuovo Trattato.
Nella prima giornata furono sciolti gli ultimi nodi sull'Unione economica e monetaria: entro il 1º gennaio 1999 si sarebbe avviata la terza tappa del calendario, con l'introduzione della moneta unica. Più difficile fu superare l'opposizione britannica a questa soluzione e sulle questioni sociali. Venne sancita così la clausola di opting-out attraverso la quale la Gran Bretagna sarebbe potuta rimanere nella futura Unione europea pur senza accogliere le innovazioni che il suo governo avesse rifiutato. Nasceva così per la prima volta l'idea di un'Europa a due velocità.
Sul piano della PESC (politica estera e di sicurezza comune), veniva accolta la volontà futura di costituire una difesa comune e si stabiliva che sulle decisioni di politica estera generale sarebbe rimasta l'unanimità, salvo adottare la maggioranza per le “decisioni di applicazione”.
Chiusi in tal modo i negoziati, il 7 febbraio 1992 veniva firmata sempre nella cittadina olandese il Trattato sull'Unione europea che da allora sarebbe stato noto come Trattato di Maastricht. Esso comprendeva 252 articoli nuovi, 17 protocolli e 31 dichiarazioni. L'Unione europea così creata veniva edificata sui tre pilastri del progetto Santer, il cui principale sarebbe stato quello noto come "Comunità europea" (CE, in sostituzione della CEE), l'unico a carattere federale rispetto agli altri due – sulla PESC e sugli affari interni – di carattere intergovernativo. L'Unione dispone di un quadro istituzionale unico in quanto le sue istituzioni sono comuni a tutti e tre i pilastri; oltre a quelle canoniche, viene ufficialmente riconosciuto il Consiglio europeo come organo di sviluppo politico. L'Unione europea restava tuttavia una struttura anomala in quanto priva di personalità giuridica e di risorse proprie, a parte quelle della CEE di cui tuttavia non avrebbe potuto disporre.

## Contenuti

### Nascita dell'unione monetaria e parametri di convergenza
Dopo la creazione dell'Istituto monetario europeo (IME), entro il 1º gennaio 1999 sarebbe nata da esso la Banca centrale europea (BCE) e il Sistema europeo delle banche centrali (SEBC) che avrebbe coordinato la politica monetaria unica. Venivano distinte due ulteriori tappe: nella prima le monete nazionali sarebbero continuate a circolare pur se legate irrevocabilmente a tassi fissi con il futuro Euro; nella seconda le monete nazionali sarebbero state sostituite dalla moneta unica. Per passare alla fase finale ciascun Paese avrebbe dovuto rispettare cinque parametri di convergenza:
- Rapporto tra deficit pubblico e PIL non superiore al 3%.
- Rapporto tra debito pubblico e PIL non superiore al 60% (Belgio e Italia furono esentati).
- Tasso d'inflazione non superiore dell'1,5% rispetto a quello dei tre Paesi più virtuosi.
- Tasso d'interesse a lungo termine non superiore del 2% del tasso medio degli stessi tre Paesi.
- Permanenza negli ultimi 2 anni nello SME senza fluttuazioni della moneta nazionale.

### Nuove competenze comunitarie e principio di sussidiarietà
Diverse competenze comunitarie venivano ampliate, come la politica di coesione economica e sociale che si arricchiva di un fondo ad hoc per finanziare progetti di sviluppo economico nelle regioni più arretrate; nel campo della legislazione sociale veniva adottata la regola della maggioranza qualificata nel processo decisionale, salvo per le questioni più spinose. Stesso discorso nell'ambito della ricerca, sviluppo e ambiente. Veniva riconosciuta come politica comunitaria anche la protezione dei consumatori e lo sviluppo delle reti transeuropee (trasporti, comunicazioni, energia). L'innovazione principale è però la definizione del principio di sussidiarietà. Tale concetto viene recepito nell'art. 3B e sostiene che, nei settori che non sono di sua esclusiva competenza, l'Unione interviene solo laddove l'azione dei singoli Stati non sia sufficiente al raggiungimento dell'obiettivo. Restava tuttavia confusione riguardo alle materie a competenza concorrente che non erano state elencate con chiarezza.

### PESC e cooperazione negli affari interni e giudiziari
Nel campo della politica estera, i risultati erano chiaramente inferiori alle aspettative. Le decisioni all'unanimità permanevano, anche se teoricamente diluite attraverso un complesso meccanismo per cui in determinati argomenti si poteva decidere a maggioranza qualificata, ma solo previa decisione unanime in tal senso. Veniva stabilito un legame organico tra UEO e Unione europea nell'ambito della sicurezza comune e della difesa. L'art. 11 afferma gli obiettivi della PESC: sviluppo della democrazia e dei diritti dell'uomo attraverso un ampliamento dello spazio in cui ciò avviene.
In campo giudiziario e di affari interni venivano realizzate importanti innovazioni:
- Nuove procedura riguardo all'accesso di cittadini di Stati terzi nell'Unione e maggiore cooperazione doganale verso l'esterno.
- Creazione dell'Europol (Ufficio europeo di polizia).
- Rafforzamento della lotta contro terrorismo, traffico di droga, grande criminalità.

Insieme all'Unione economica e monetaria dell'Unione europea (UEM), l'innovazione più importante di Maastricht era l'introduzione della Cittadinanza dell'Unione europea: è cittadino dell'Unione chiunque possieda la cittadinanza di uno Stato membro. Veniva rafforzato il diritto di stabilimento, circolazione e soggiorno nel territorio dell'Unione e riconosciute diverse novità:
- Diritto di elettorato attivo e passivo alle elezioni municipali del comune di residenza e a quelle del Parlamento europeo dello Stato di residenza.
- Diritto alla protezione consolare attraverso cui un cittadino europeo può chiedere assistenza all'estero alle autorità diplomatiche di un qualsiasi Paese dell'UE in assenza di istituzioni di rappresentanza del proprio.
- Diritto di presentare una petizione al Parlamento europeo su temi di competenza comunitari che coinvolgano direttamente gli interessi del cittadino.
- Istituzione di un mediatore comunitario incaricato di tutelare persone fisiche e giuridiche in caso di cattiva amministrazione delle istituzioni comunitarie.

### Riforme istituzionali degli organi
Il Trattato garantiva un aumento dei poteri del Parlamento europeo, attraverso l'aggiunta della procedura di codecisione; il Parlamento otteneva il potere di approvare gli atti legislativi comunitari insieme al Consiglio. La procedura prevedeva tre letture parlamentari e un apposito Comitato di conciliazione tra Parlamento e Consiglio. Otteneva altresì il potere di investitura della Commissione dovendo votare la fiducia di ogni nuovo collegio. Veniva poi creato un Comitato delle regioni composto dai rappresentanti delle entità regionali e locali con poteri consultivi al fianco di Commissione e Consiglio nelle materie di interesse regionale.
Un documento presentato dalla Commissione al Consiglio pochi giorni dopo la firma del Trattato di Maastricht e noto come secondo Pacchetto Delors presentava le proposte per permettere l'entrata in vigore del Trattato in tutte le sue parti. Andavano raddoppiate entro il periodo 1992-97 le risorse in dotazione per le relazioni esterne e aumentate di due terzi le risorse assegnate attraverso i fondi strutturali. Per aumentare le entrate veniva proposto di incrementare la percentuale del PNL comunitario destinata al bilancio comunitario dall'1,20% all'1,27% in cinque anni.

## I referendum sulla ratifica e le conseguenze
La Danimarca aveva indetto un referendum per l'approvazione del Trattato di Maastricht. Il 2 giugno 1992, a sorpresa, un'esigua maggioranza (lo 0,7% in più) votava contro la ratifica. La Danimarca era sempre stata molto scettica verso il processo d'integrazione, gelosa dei suoi rapporti “storici” privilegiati con l'area scandinava e con quelli economici privilegiati con la Gran Bretagna. La bocciatura mise in dubbio l'intero processo d'integrazione, specie dopo che Mitterrand ne indiceva uno analogo (ma non necessario) in Francia e la Gran Bretagna – che aveva deciso di aspettare che tutti gli altri si pronunciassero prima di dire la propria – sembrava puntare a far lo stesso. Il principio di sussidiarietà fu al centro delle critiche per la sua vaghezza. L'ipotesi di conferire alla Corte di giustizia l'incarico di dirimere i conflitti in tema di sussidiarietà veniva percepita come troppo federalista. Nel giugno 1992 il Consiglio europeo di Lisbona si riuniva per cercare una soluzione. La volontà generale era di non considerare il Trattato di Maastricht come sepolto ma di continuare comunque con l'iter di ratifica. Venne sollecitata la Commissione affinché chiarisse meglio i contenuti della sussidiarietà per avvicinare maggiormente l'Europa ai cittadini. L'attenzione dei Paesi europei si concentrò sull'esito del referendum francese. L'eventuale bocciatura, era implicito, avrebbe affossato definitivamente Maastricht. Il 20 settembre 1992 la Francia si pronunciava a leggera maggioranza (51,04%) per il sì. 
Per tutto il mese i sondaggi negativi avevano drammaticamente peggiorato la situazione finanziaria dell'Unione, portando gli operatori europei – preoccupati per la credibilità dello SME (Sistema monetario europeo) – ad "attaccare" le monete più deboli. Il risultato fu la svalutazione della lira italiana, della sterlina britannica e della peseta spagnola. Le prime due furono addirittura costrette ad uscire dallo SME, mentre il franco francese messo sotto pressione dalla speculazione si salvò grazie al sostegno della Deutsche Bundesbank. La presidenza di turno britannica vide John Major in prima linea nel mettere sotto accusa la CEE e la sua scarsa trasparenza in tema monetario a causa delle ambiguità della Bundesbank. Dopo aver minacciato di non sottoporre a ratifica parlamentare il Trattato di Maastricht, Major optò per la convocazione di un Consiglio europeo straordinario a Birmingham con all'ordine del giorno il tema della sussidiarietà e della trasparenza dell'Unione. La Dichiarazione di Birmingham fu il risultato della discussione, un atto solenne che sottolineava i vantaggi dell'Unione per tutti i cittadini europei.
Nel frattempo i partiti politici danesi avevano approvato un documento dal titolo La Danimarca in Europa che rifletteva la posizione ufficiale danese e, pur riconoscendo la bontà del processo d'integrazione, chiedeva – in linea con la Dichiarazione di Birmingham – una maggiore trasparenza delle procedure anche attraverso una cooperazione tra i Parlamenti nazionali e il Parlamento europeo. Al Consiglio europeo di Edimburgo vennero accolte le richieste danesi e stabilito ufficiosamente che, in caso di nuovo esito negativo al referendum successivo, la Danimarca sarebbe uscita dalla CEE. Il 18 maggio 1993 il 56,8% dei danesi si espresse a favore. Tre giorni dopo, ad ampia maggioranza, la Camera dei Comuni britannica ratificava il Trattato.